# 任礼
任 礼（じん れい、1380年 - 1465年）は、明代の軍人。字は尚義。本貫は彰徳府臨漳県。

## 生涯
建文年間、靖難の変が起こると、任礼は燕山衛卒として燕王朱棣の起兵に従い、功を重ねて山東都指揮使に進んだ。1422年（永楽20年）、都督僉事に抜擢された。永楽帝（朱棣）の第三次漠北遠征に従い、先行して敵の偵察をおこなった。凱旋後には手厚い褒賞を受けた。1424年（永楽22年）、洪熙帝が即位すると、任礼は広西都司事を管掌するよう命じられた。1425年（洪熙元年）3月、任礼は北京に召還された。ほどなく掌遼東都司事に転じた。10月、都督同知に進んだ。1426年（宣徳元年）、漢王朱高煦の乱を討ち、楽安平定に従った。1428年（宣徳3年）、ウリャンカイに対する親征に従軍し、宣徳帝が軍を返すと任礼は殿軍をつとめた。1435年（宣徳10年）5月、任礼は右都督に進んだ。9月、左都督となった。
1436年（正統元年）、任礼は平羌将軍の印を受け、左副総兵となって、甘粛に駐屯した。北元のアダイ・ハーンとドルジ・ベクがたびたび粛州を侵犯したので、任礼は英宗に譴責された。1437年（正統2年）、モンゴル軍が荘浪に侵攻し、都指揮の魏栄がこれを撃退して、ドルジ・ベクの甥のバト・ボラドを捕らえた。任礼はこれを奏聞した。1438年（正統3年）、王驥や蔣貴とともに塞外に進出し、ドルジ・ベクを石城で破った。道を分かれて梧桐林・エチナにいたり、黒泉まで進軍して軍を返した。4月、寧遠伯に封じられた。1439年（正統4年）、北京に帰った。1440年（正統5年）、蔣貴に代わって甘粛に駐屯した。1443年（正統8年）、赤斤蒙古衛都督のスナンシュジャはオイラトのエセンの横暴に苦しめられ、也洛卜剌への移駐を望んだ。任礼はその地が粛州に近いことから、許可しなかった。まもなくスナンシュジャは也洛卜剌に寺を建立したいと奏請した。任礼はその寺の建立を許せば、スナンシュジャは必ず居を移し、後に患いを残すことになると言上した。このため寺の建立のことは沙汰やみになった。ときに辺境の将軍の家僮が長城の内外で農地を開墾した場合、1頃ごとに12石の食糧を輸送することとされていた。任礼は重ねて朝廷に負担軽減を要請して、4石減らさせた。
1446年（正統11年）、沙州衛都督の喃哥兄弟が争い、その部衆は二分された。任礼は分裂に乗じて喃哥を内地に移そうと図った。ちょうど喃哥も粛州境内への移住を請願した。任礼は都指揮の毛哈剌を派遣して喃哥の部衆をなだめさせ、自らも兵を率いてその後に続いた。到着してもなお、喃哥は両端を持しており、その部下にもオイラトに走ろうとするものがいた。任礼は兵を進めて喃哥に迫り、その部下1200人あまりを収容して帰還した。オイラトのエセンが強盛となり、喃哥の弟の鎖南奔を祁王に封じた。任礼は鎖南奔がオイラトに合流すると、オイラトの強盛を抑えるのがますます難しくなるとみて、人を派遣して鎖南奔を招こうとした。1448年（正統13年）、鎖南奔が決断を先延ばしにしようとしたので、任礼はひそかに軍を罕東に直行させ、鎖南奔を捕らえて帰った。9月、任礼は英宗から鉄券を賜り、爵位の世襲を許された。
1449年（正統14年）、エセン・ハーンが道を分かれて侵入し、粛州を攻撃した。任礼は裨将を派遣してこれを防御したが、二戦二敗して、失った兵士と馬は万を数えた。任礼は北京に召還され、邸に蟄居させられた。1450年（景泰元年）、三千営を提督したが、老齢のため致仕した。1451年（景泰2年）11月、守備南京として再起し、中府事を兼掌した。1465年（成化元年）1月、死去した。寧遠侯の位を追贈された。諡は僖武といった。
子の任寿が寧遠伯の爵位を嗣いだ。